# 李錫 (通政使)
李錫（1385年—1460年），字天祿，陝西承宣布政使司西安府咸寧縣（今陝西省西安市）人，明朝政治人物。李克讓之孫、李榮之子。
永樂六年（1408年），陝西鄉試第一名（解元）。永樂七年，登會試乙榜，授蒲州學正。永樂十七年，任吏科給事中。洪熙元年（1428年），轉禮科給事中。宣德六年（1431年），任行在通政司右參議。宣德十年，任右通政。正統八年（1443年），改左通政。次年，任通政使。景泰四年（1453年），冠帶致仕。
有子李琰、李珍，女婿楊泰。